# Estoa Pècila

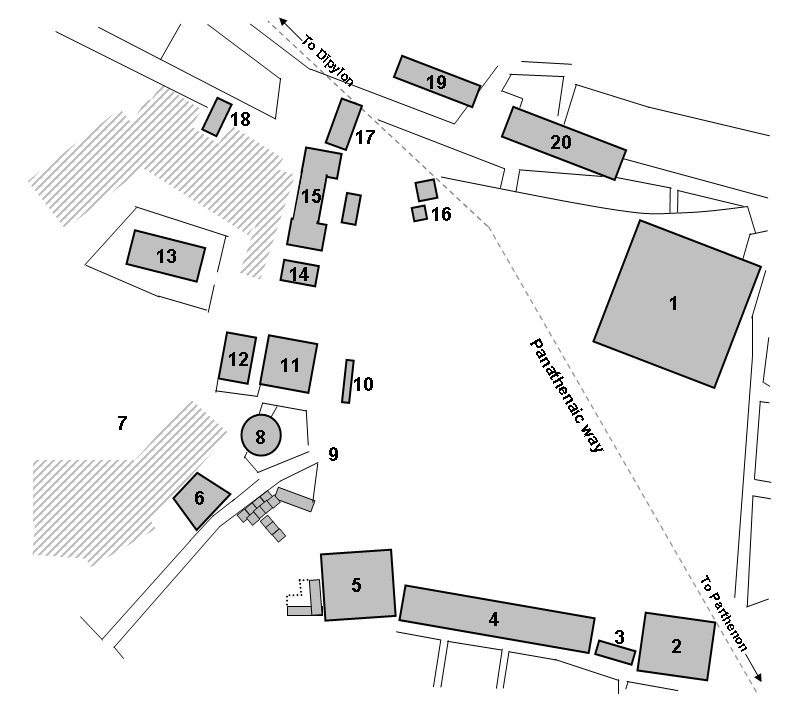
Mapa amb els principals edificis de l'àgora. La stoà Poikile n'és el número 20.

L'estoa Pècila (en grec Ποικίλη Στοά Poikile Stoà) era un monument de l'antiga Grècia erigit al nord de l'àgora d'Atenes descobert el 1981. A partir de la ceràmica trobada es pot datar l'edifici entre el 475 i el 450 aC. La troballa fou possible gràcies al testimoni de Pausànias.
L'estoa tenia columnes dòriques a l'exterior i jòniques a l'interior. Era orientada cap al sud, això feia que entrés més calor solar a l'hivern, mentre que els vents glacials del nord s'aturaven per la façana del darrere.
Al començament l'edifici s'anomenava Pisianacteu pel seu constructor Pisíanax. Poc temps després de la construcció, però, fou ornat amb pintures, i començà a ser anomenat poikile (pècila): pintada, multicolor. Aquestes pintures foren realitzades per eminents artistes d'Atenes: Polignot, Micó i Paneu. Polignot, segons Plutarc, quan pintà les troianes, representà la cara de Laòdice a imatge de la d'Elpinice. També s'hi indica que pintà l'estoa de franc, per ésser recordat amb honor per la ciutat, com narren els historiògrafs. Melanti també afegeix: «Doncs sense cap remuneració ornà els temples dels déus i l'àgora de Cècrope amb fites heroiques».
Les pintures queden descrites detalladament per Pausànias, qui encara va poder tenir ocasió d'admirar-les. A les pintures s'hi representaren les grans fites militars, alhora històriques i mitològiques, d'Atenes. A més a més, l'estoa contenia escuts de bronze i armament confiscat als vençuts.
Aquesta estoa originà el nom de l'escola filosòfica dels estoics. El fundador del moviment, Zenó de Cítion, tenia el costum d'ensenyar-hi.